# Politianus (patriarcha Aleksandrii)
Politianus – chalcedoński patriarcha Aleksandrii w latach 768–813.